# どうとんぼり神座

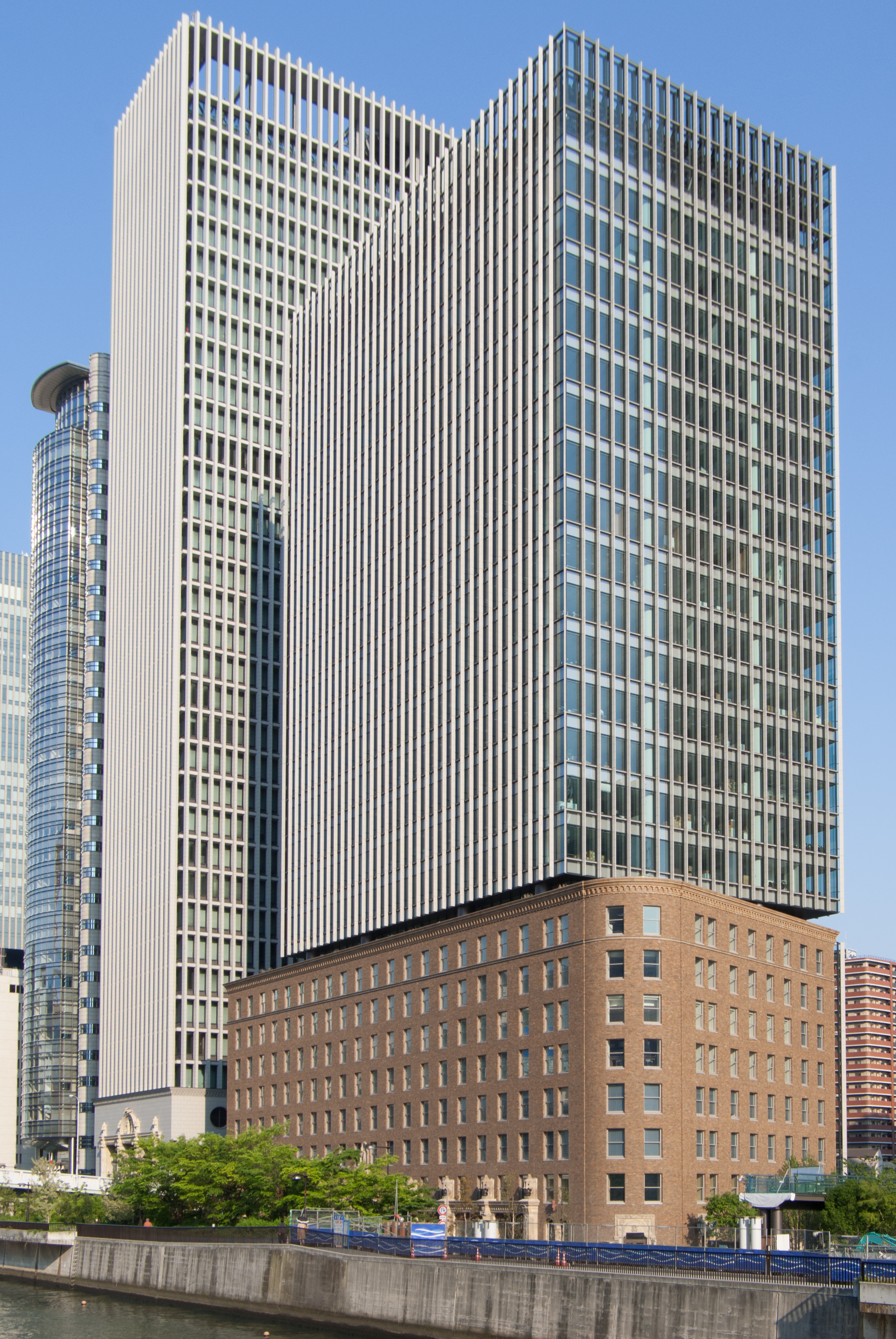
本社所在地のダイビル本館ビル

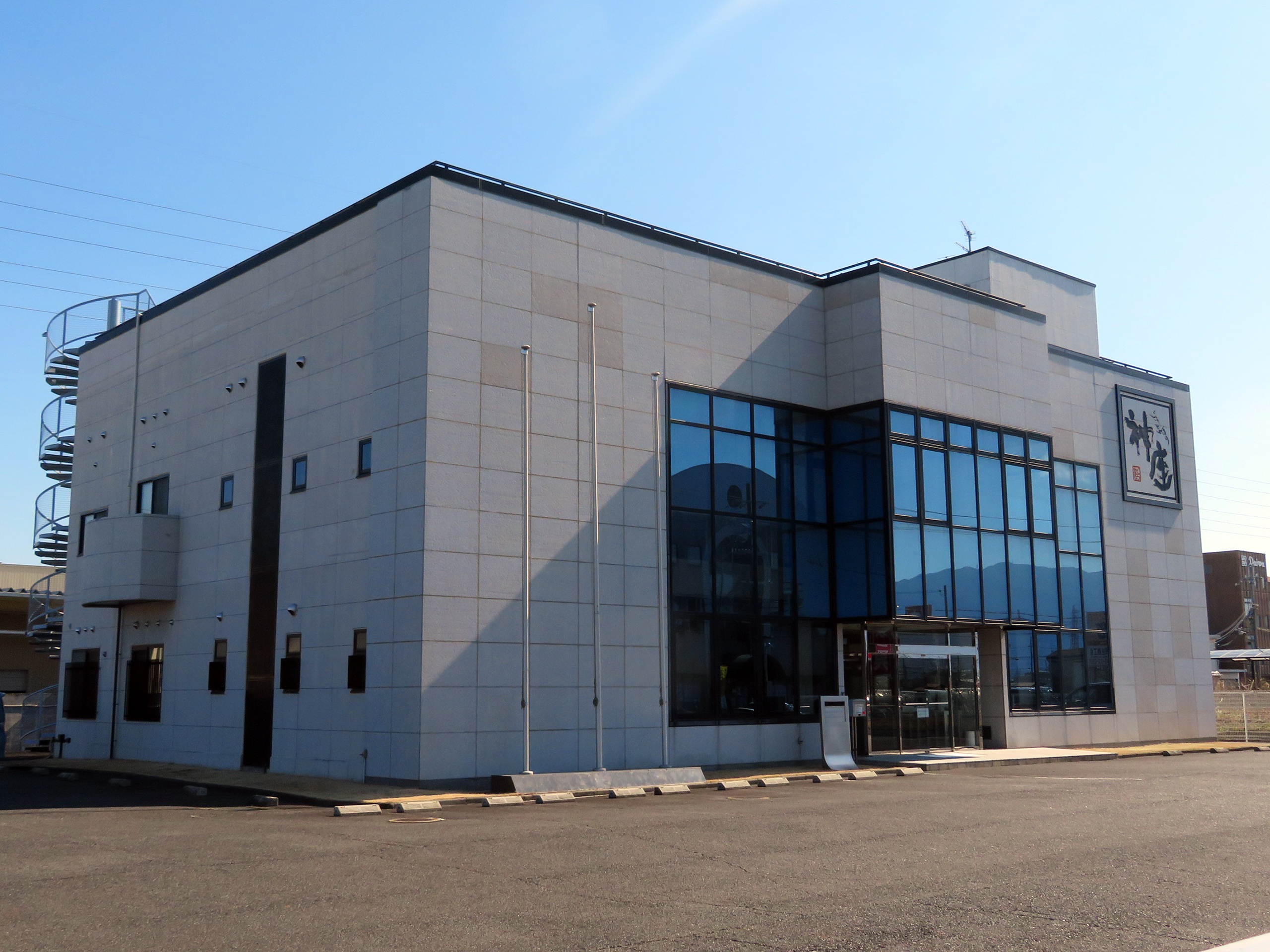
理想実業旧本社社屋（奈良県広陵町）

どうとんぼり神座（どうとんぼりかむくら）は、大阪市北区に本社を置く株式会社理想実業が近畿地方を中心に展開しているラーメンレストラン。 道頓堀本店は1986年7月19日に1号店として4坪9席でオープンした。大阪発祥のラーメン・チェーン店では大阪一の規模を誇る。

## 概要

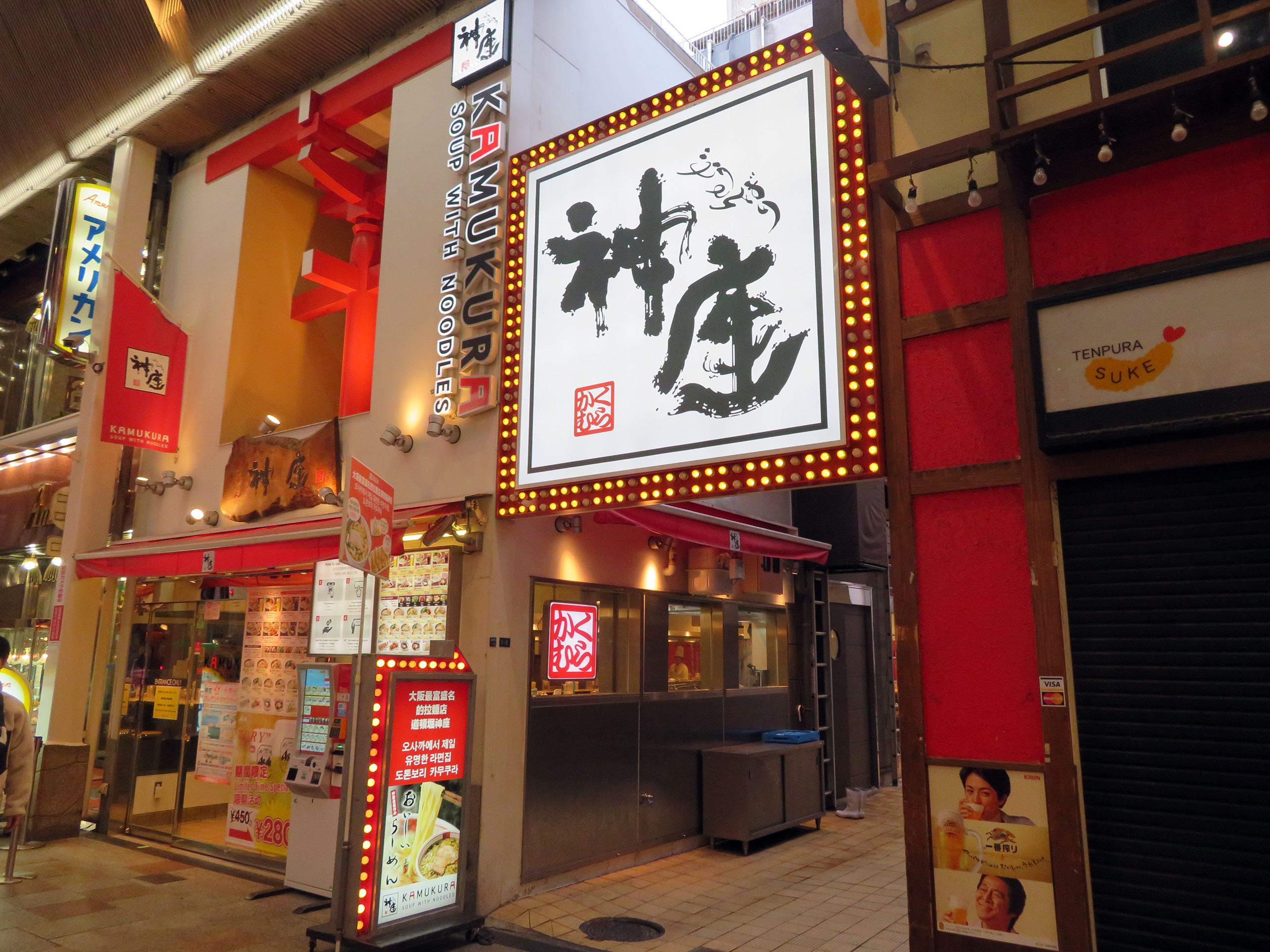
千日前店
道頓堀店は写真のさらに奥の路地裏にある

1976年に1号店として「道頓堀店」を創業した。創業者はフレンチレストランのオーナーシェフであった布施正人。スープのレシピは社内秘とされ、仕上げの調理も「スープソムリエ」という社内資格制度を持つ者に限定されている。
設立以来、奈良県内に本社機能を置いていたが、2022年に神座発祥の地である大阪市に本社を移転した。

### VIP CARD・BLACK CARD
どうとんぼり神座には「VIP CARD」「BLACK CARD」と呼ばれるカードがあり、これらのカードを店舗で提示すれば、カード会員のみならず同行者も含めて、「VIP CARD」は、ラーメン類全てが「BLACK CARD」は、全ての飲食代が無料になる。特に「BLACK CARD」の会員であれば、通常は対応しない出前や店舗の貸切も可能である。電話で出前を希望し場所を伝えると、店員が訪ねてきて厨房を借り、その場でラーメンを調理し提供することになっている。
「VIP CARD」会員は現在狩野英孝（第1号）、4代目桂小文枝、中田ボタン、月亭八方、かまいたち、など10数名。また、「BLACK CARD」会員は、松本人志、千原ジュニア、田村淳、チャン・グンソクの4人。

## メニュー
提供されるラーメンは天理ラーメンに似ているが、醤油ベースに辛口に作られる天理ラーメンと違い、神座は野菜の素材を生かし甘みを引き出すスープである。メインメニューの「おいしいラーメン」のほか、台の部分を麺からご飯に変えた「おいしい雑炊」もある。
大盛りは標準サイズのほぼ倍額であり、深夜料金を徴収する（22時以降、ほぼすべてのメニューが割増料金となる）。

## 店舗一覧
大阪発のラーメンチェーン店では最大規模である。
公式サイト『店舗検索』を参照。

## 脚註
1. 1 2  “大阪・道頓堀「ラーメン戦争」”.   東京スポーツ新聞社. 2014年8月19日閲覧。
2. 1 2 3  “ラーメン「神座」驚きの一生無料「VIP CARD」?全国でロンブー淳ら8人のみ”, Business Journal (サイゾー), (2013-05-08) 2015-11-07　閲覧。 エラー: 閲覧日が正しく記入されていません。